# 堀田道空
堀田 道空（ほった どうくう、生没年不詳）は、戦国時代の人物。『信長公記』首巻の2つの場面で名が見られ、特に織田信長と斎藤道三の「正徳寺の会見」の場面に登場することが知られる。別の個所には、尾張国津島（現在の愛知県津島市）に屋敷があったとする記述がある。その役割や出自・系譜関係については諸説ある人物である。

## 『信長公記』の記述

### 正徳寺の会見
天文22年（1553年）4月下旬、織田信長は斎藤道三と富田（現在の愛知県一宮市富田）の正徳寺で会見したが、この場面で堀田道空は春日丹後とともに登場している。信長が会見場の「御堂」に入った時、堀田道空と春日丹後が縁の上がり口で出迎えた。信長は居並ぶ諸士に「知らぬ顔」で振る舞い、縁の柱に寄りかかっていた。道三が会見場に入って来たが、信長は「知らぬ顔」のままであった（道三も信長同様に「知らぬ顔」で応じたという解釈もある）。道空が信長に「是ぞ山城殿にて御座候」（こちらが山城守＝斎藤道三殿です）と紹介すると、信長は「であるか」と返事をした。また、この会見の席で道空は湯漬けを給仕した。

### 津島の道空邸
弘治2年（1556年）7月18日、織田信長が風流踊を催行した記事において（「踊りを御張行」）、「津嶋にては堀田道空庭にて一おどり遊ばし、それより清洲へ御帰りなり」とする個所があり、ここでは堀田道空の屋敷が尾張津島にあったことが記載されている。

## 考察と諸説
『信長公記』の記述の上では、堀田道空が誰に仕えていたかは明示されていない。斎藤道三の家臣と説明されることがあり、後述する通り後年の軍記物などでは斎藤道三の家老・重臣あるいは腹心と扱われることがある。
和田裕弘は、道空を斎藤道三の家臣とするのは「誤読」であり、信長の家臣であるとしている。

### 津島の堀田家との関係
現代では内陸に位置する津島は、戦国期には木曽川河口部に位置する港町として栄えた都市であった。また津島は、東国にまで伸びる広い信仰圏を有する津島牛頭天王社（津島社。現在の津島神社）の門前町としての性格を有していた。大橋氏・恒川氏・河村氏・服部氏といった津島の有力者たち（津島衆）は、商業に従事するとともに神社に関わる利権にたずさわっていたが、この中には堀田を苗字とした一族が含まれる。
津島社は南北朝時代に堀田弥五郎正泰が再興したと伝えられており、現代も境内に弥五郎を祀る摂社がある。戦国期、堀田家は河村家と共に津島社の禰宜を務めていた。信長の時代に禰宜を務めていたのは堀田右馬大夫である。河村家は禰宜を務めるとともに織田弾正忠家に仕えていたと見られ、森部の戦いには河村久五郎という人物が参加している。堀田家も同様と考えられ、『信長公記』には信長の初期からの家臣として堀田孫七・堀田左内らの名が見られる。
ただし、津島衆の堀田家とこの堀田道空がどのような系譜関係にあるのかは不明である。以下に述べるように、後年堀田家の系図はさまざまに作成され、道空を称した人物を記載するものもあるが、多くの混乱が見られる。

### 近世大名堀田家・大坂七手組堀田図書との関係
江戸時代初期に老中堀田正盛を出し、近世大名として存続した堀田家は、津島衆堀田家の一族とされる。
『寛政重修諸家譜』（以下『寛政譜』）巻第六百四十四の堀田家の系図は、津島に住して堀田を称した堀田正重（弥三郎）に始まる。その子・堀田正純は斯波家に仕えて永正7年（1510年）に没した。正純の子の堀田正道（弥三郎・加賀守）は織田信秀・信長ついで豊臣秀吉に仕え、天正11年（1583年）に知行地加増の朱印状を与えられた。この正道の子が堀田正貞（法名：道悦）、正貞の長男が正高（法名：道空）であると記す。『寛政譜』によれば堀田正高（道空）は「正宣」とも言い、孫右衛門を称したとあるが、それ以上の事績は記されておらず、父の正貞（道悦）についても別名が「正定」で弥三郎・孫右衛門と称したこと、母が服部氏の出身といったことしか触れられていない。『寛政譜』では、正高の弟の一人が堀田正秀で、正秀の子が堀田正吉、正吉の子が堀田正盛であると記されている。別の文献には、堀田道空の諱を「正定」とし、父を堀田正道（堀田道悦）とするものがあるという。
大坂七手組の一人で大坂の陣で没した堀田盛重（堀田図書）との関係についても諸説があり、盛重を堀田正高（道空）の子とする説もある（堀田盛重を参照）。『系図綜覧』所収の「堀田系図」では堀田正貞（道悦）の子・堀田正高が大坂七手組の堀田図書であるとしている（この系図に「道空」の名を持つ人物は記されない）。

### 美濃国の系図において
『美濃国諸家系譜』においては、堀田正道の子として堀田道空（諱は正兼）が掲載される。正道は津島に住していたが織田氏と争って美濃に逃れ、土岐氏に仕えて厚見郡菅生村（現在の岐阜市菅生周辺）に住したとある。道空は菅生で生まれて明智光継の娘を娶り、斎藤道三の家老を務めた。道三の娘が織田信長に嫁ぐに際して平手政秀とはかったとする。
「明智氏一族宮城家相伝系図書」も同様の明智家との縁戚関係を記し、明智光秀の叔母（明智光継の娘。光綱の妹）のひとりが「堀田佐渡守正元入道道空」に嫁ぎ「堀田孫左衛門尉正種」を生んだとする。同系図によれば、別の叔母（小見の方）が斎藤道三に嫁いでいるため、道三と道空は相婿の関係となる。

## 後世の編纂物・大衆文化における堀田道空

### 軍記物等において
『絵本太閤記』や『武将感状記』には、織田信長の謀計の描写として、妻（濃姫）が父の道三に情報を送っていることを承知の上で、斎藤家の家老2人が織田家に内通しているという偽の情報を流し、道三に家老2人を誅殺させて斎藤家の力を削ぐという物語が登場する。『絵本太閤記』では、この時に誅殺された斎藤家家老の名が堀田道空・春日丹後とされている。
偽書説もある『武功夜話』（二十一巻本）によれば、道三の娘の「胡蝶」（世上「濃姫」あるいは「帰蝶」として知られる人物）が織田信長に嫁ぐにあたっては、「尾州津嶋堀田道空」と平田三位が仲介にあたって尽力したとある。

### 現代の大衆文化において
「正徳寺の会見」の場面を含む、尾張時代の織田信長や斎藤道三を描いた多くの作品に「堀田道空」が登場する。吉川英治『新書太閤記』や司馬遼太郎『国盗り物語』は、NHK大河ドラマ（それぞれ『太閤記』『国盗り物語』）の原作にもなったが、これらの作品では斎藤家の重臣・家老として描かれる。
2021年に放送されたテレビドラマ『桶狭間 OKEHAZAMA〜織田信長〜』（フジテレビ）において、堀田道空（演：竹中直人）には尾張津島湊の頭領という設定がなされ、「信長と斎藤道三の間を取り持つ、今作品のキーパーソンの1人」と位置付けられた。